# Haven van Sint Eustatius
De haven van Sint Eustatius is gelegen bij het Nederlands-Caribische eiland Sint Eustatius en bestaat uit twee delen: een grote internationale oliehaven bij Tumble-Down-Dick Bay en een kleine vracht- annex jachthaven bij Gallows Bay.
De oliehaven ontvangt duizenden schepen per jaar door de aanwezigheid van de NuStar Oil Terminal op het eiland. Het Amerikaanse bedrijf NuStar Energy heeft 56 opslagtanks op het eiland met een totale capaciteit van 13 miljoen vaten aardolie (ruim 2 miljoen m³). De terminal biedt mogelijkheden voor de op- en overslag van ruwe aardolie en aardolieproducten. De laad- en losfaciliteiten liggen bij Tumble-Down-Dick Bay en zijn geschikt voor 's werelds grootste olietankers (tot maximaal 520.000 DWT) en zijn 24 uur per dag beschikbaar. Behalve aan de pier, kunnen schepen ook afmeren aan twee drijvende installaties die met een pijplijn met de olieterminal verbonden zijn. Op de rede voor Oranjebaai is een ankerplaats gereserveerd voor schepen met een grote diepgang.
De kleine haven van Gallows Bay ontvangt diverse typen vrachtschepen waaronder roll-on-roll-offschepen en containerschepen. Naast vrachtschepen ontvangt de haven ook diverse passagiersschepen waaronder jachten, zeilschepen en kleine cruiseschepen die aan de pier kunnen afmeren. Jachten kunnen daarnaast ook afmeren aan boeien in de Oranjebaai. Tevens doen er regelmatig marineschepen de haven Sint Eustatius aan. Ongeveer een keer in de zes weken doet een schip van de Koninklijke Marine de haven van Sint Eustatius aan. Daarnaast ontvangt de haven regelmatig een cutter van de Kustwacht. 

## Economisch belang
Qua opslag en overslag  is de oliehaven van Sint Eustatius een van de grootste havens in het Caribisch gebied en tevens ook van Nederland. Een groot deel van het eiland is (indirect) afhankelijk van de activiteiten van de haven en de olieterminal. Er zijn plannen om de Unit Haven van het openbaar lichaam Sint Eustatius te verzelfstandigen. Daarnaast zijn er tevens plannen om de vrachtactiviteiten meer te verplaatsen in de richting van olieterminal. Op de vrijgekomen ruimte in Gallows Bay zou een jachthaven worden ontwikkeld.

## Verantwoordelijkheden
De Unit Haven van het openbaar lichaam Sint Eustatius verhuurt terreinen in het havengebied en is verantwoordelijk voor het efficiënt en veilig afwikkelen van het scheepvaartverkeer. Bovendien zorgt het voor de kades en andere voorzieningen voor de gebruikers van het havengebied. De belangrijkste opbrengsten voor de unit zijn de havengelden.
De Nederlandse Douane, onderdeel van de Belastingdienst van het ministerie van Financiën, controleert de in- en uitvoer van goederen.
De Scheepvaartinspectie, onderdeel van de Inspectie Leefomgeving en Transport (ILT) van het ministerie van Infrastructuur en Milieu, bewaakt en stimuleert de naleving van wet- en regelgeving voor veilig transport in de scheepvaart.
De Koninklijke Marechaussee (KMar) voert de grenscontrole uit en houdt zich bezig met de toelating van vreemdelingen op Nederlands grondgebied. 
De Kustwacht Caribisch Gebied (KWCARIB) houdt zich bezig met drijvend afval, illegale lozingen, opsporing en handhaving van onder andere (illegale) visserij, drugs en wapentransporten, voorkomen van terrorisme en uitvoeren van reddingsacties.

## Geschiedenis

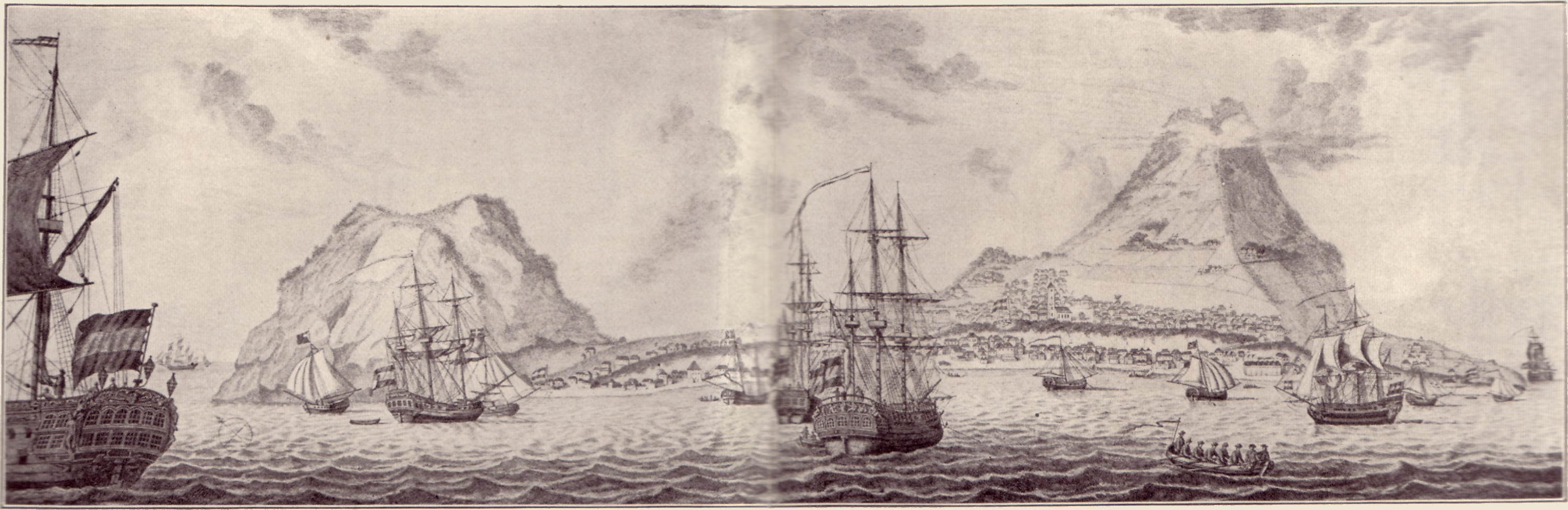
De rede van Sint Eustatius in de 18de eeuw

Gedurende de 18e eeuw was St. Eustatius een groot handelscentrum met ruim 10.000 inwoners waar duizenden schepen per jaar  afmeerden.
De haven van Sint Eustatius werd een belangrijke doorvoerhaven; het meest winstgevende bezit van de West-Indische Compagnie (WIC). 
Op 5 september 1772 werden door een grote orkaan 300 gebouwen, waaronder veel pakhuizen aan de baai, verwoest. De ruïnes van gebouwen zoals woonhuizen en pakhuizen die vandaag de dag nog zijn terug te vinden langs het strand (aan en in het water) zijn echter het gevolg van het ineenstorten van de economie van het eiland na 1795. Handelaren en van hen afhankelijke bewoners verlieten het eiland en lieten hun woningen en pakhuizen ongebruikt achter waarna deze ten prooi vielen aan de elementen.

De Grand Unionvlag

Op 16 november 1776 kwam het Amerikaanse marineschip USS Andrew Doria, met de nieuwe Amerikaanse vlag in top, de Oranjebaai binnenzeilen en vuurde saluutschoten af. Hieropvolgend kreeg het schip, in opdracht van gouverneur Johannes de Graaff, 11 saluutschoten vanuit Fort Oranje als antwoord. Het was de eerste keer dat een buitenlandse mogendheid de vlag van de Verenigde Staten eerde met een saluut. De Amerikanen interpreteerden dit onmiddellijk als de eerste officiële erkenning van hun onafhankelijkheid.

## Het huidige havengebied
Sinds 2015 is het havengebied gedefinieerd door de volgende grenzen: De haven ligt ten noorden van 17°28'.5 NB en ten westen van 63 °WL, vanaf de kust  naar het Noorden en Westen tot een diepte van 200 m.
De haven behoort tot de grotere havens van het Caribisch gebied doordat het eiland strategisch en geografisch gunstig gelegen is. Naast de opslag en overslag van olie komen er ook containers de haven binnen. Mede door de aanwezigheid van de olieterminal is Sint Eustatius al jarenlang een van de meest favoriete havens voor de aanschaf van brandstof in de regio. Sint Eustatius geldt als de voordeligste bunkerlocatie in het Caribisch gebied.
In 2017 zijn de grenzen van de haven gewijzigd.

### Havens van Sint Eustatius
- Gallows Bay - haven Lower Town
- Tumble Down Dick Bay - haven bij NuStar Energy

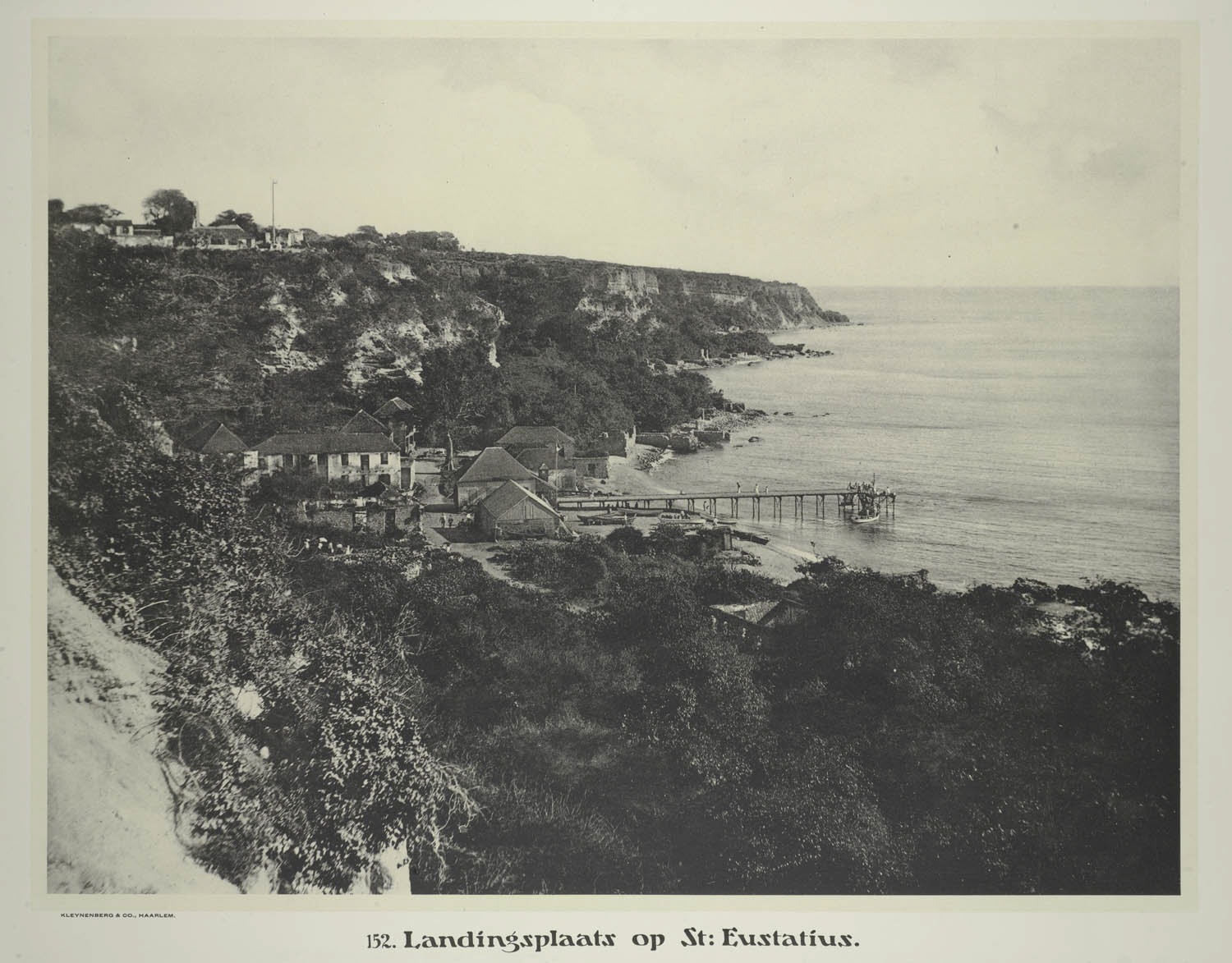
Oranjebaai in 1913

### Locatie en achterland

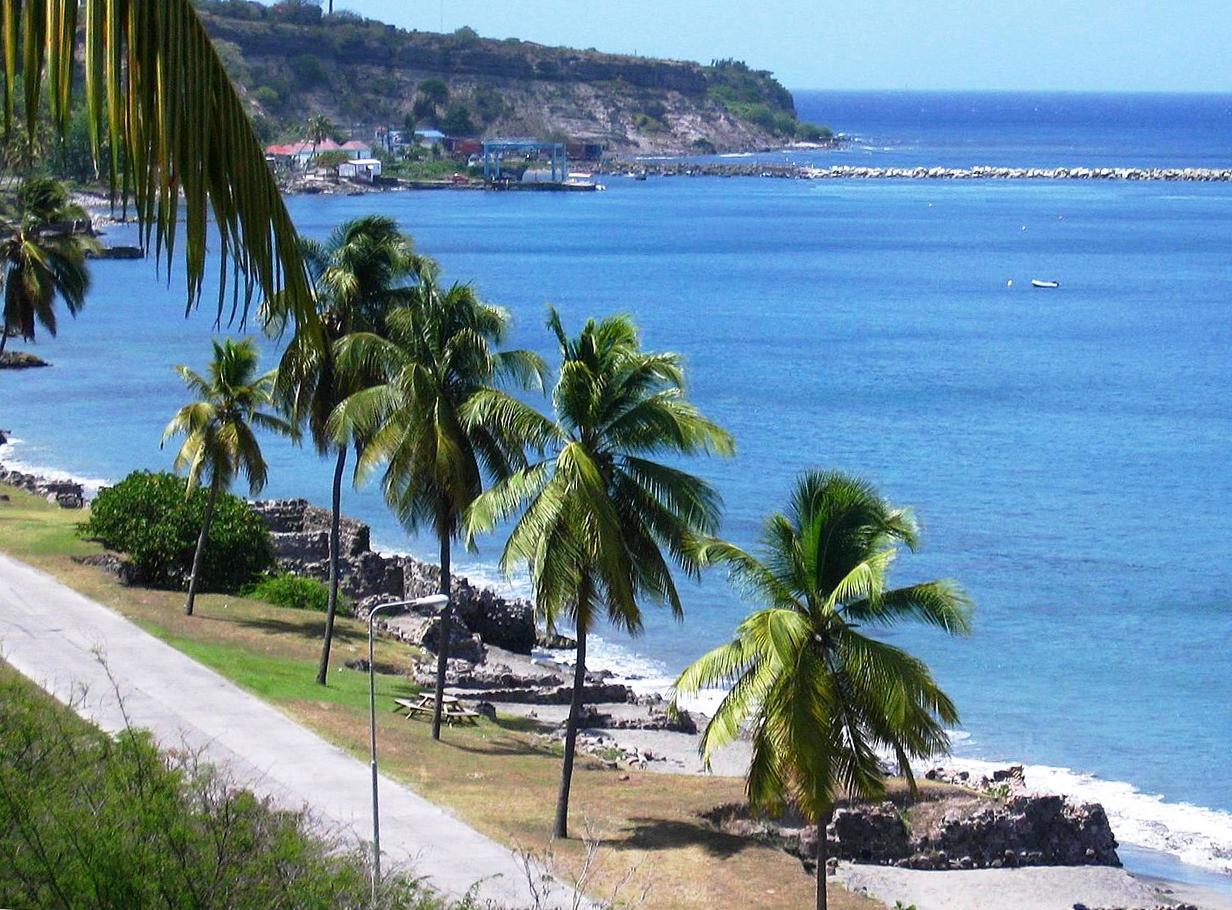
Oranjebaai met zicht op de haven van Gallows Bay

Het havengebied van Sint Eustatius ligt aan de westkant van het eiland, direct aan de Caribische Zee en is 24 uur per dag onbelemmerd bereikbaar. Er zijn geen belemmeringen als sluizen, bruggen of getijde-beperkingen. Alleen schepen met een grote diepgang kunnen niet aanmeren aan de kade maar door middel van kleinere boten wel gefaciliteerd worden.
De tankers leggen aan de pier van de terminal aan of blijven voor de kust liggen en worden aangesloten op drijvende afmeerpunten die met pijplijnen met de terminal zijn verbonden. Andere schepen leggen aan bij de kade van de haven bij Gallows Bay, die ook een pier voor roll-on-roll-offschepen heeft.

### Restricties
Het havengebied ligt in het Sint Eustatius National Marine Park, dat het hele eiland omgeeft en zich uitstrekt van de kust tot de 30 meter dieptelijn. Het marine park, ook wel onderwaterpark genoemd, biedt onderdak aan vele beschermde koralen, zeeschildpadden en haaien. In het havengebied is de Marine Environment Ordinance 1996 (MEO) van kracht, de wettelijke basis voor de bescherming van de natuur onder water. Het park is ook internationaal beschermd onder het SPAW-protocol. De beheerder van het onderwaterpark is STENAPA.

### Op- en overslag
De olieterminal handelde in 2007 meer dan duizend tankers af. In Gallows Bay ankerden in dat jaar ongeveer 500 jachten. In 2014 was de belangrijkste lading die werd aangevoerd aardolie. Containers staan op de tweede plaats. Het aantal zeeschepen dat de haven bezocht was redelijk constant gebleven. In 2015 was de totale ingevoerde vracht (exclusief NuStar) 15.690 ton. 